# Niagara (Dakota del Nord)
Niagara è un centro abitato (city) degli Stati Uniti d'America, situato nella Contea di Grand Forks, nello Stato del Dakota del Nord. Nel censimento del 2000 la popolazione era di 57 abitanti. La città è stata fondata nel 1883. Appartiene all'area metropolitana di Grand Forks.

## Geografia fisica
Secondo i rilevamenti dell'United States Census Bureau, la località di Niagara si estende su una superficie di 2,50 km², dei quali 2,40 km² sono occupati dalle terre, mentre 0,10 km² dalle acque.

## Popolazione
Secondo il censimento del 2000, a Niagara vivevano 57 persone, ed erano presenti 18 gruppi familiari. La densità di popolazione era di 23,6 ab./km². Nel territorio comunale si trovavano 35 unità edificate. Per quanto riguarda la composizione etnica degli abitanti, il 94,74% era bianco, l'1,75% era nativo e il 3,51% apparteneva a due o più razze.
Per quanto riguarda la suddivisione della popolazione in fasce d'età, il 17,5% era al di sotto dei 18, l'1,8% fra i 18 e i 24, il 22,8% fra i 25 e i 44, il 29,8% fra i 45 e i 64, mentre infine il 28,1% era al di sopra dei 65 anni di età. L'età media della popolazione era di 54 anni. Per ogni 100 donne residenti vivevano 96,6 maschi.